# پریخان خانم (دختر شاه تهماسب یکم)
پریخان خانم (اوت ۱۵۴۸ – ۱۲ فوریه ۱۵۷۸) دختر شاه تهماسب یکم، دومین شاه صفوی، و همسر چرکس او، سلطان آغا خانم، بود. او فرزند مورد علاقه پدرش بود و اجازه داشت در فعالیت‌های دربار شرکت کند و به‌تدریج به شخصیتی تأثیرگذار تبدیل شد که توجه رهبران برجسته قبایل قزلباش را به خود جلب کرد.
پریخان در بحران جانشینی پس از مرگ پدرش در سال ۱۵۷۶ نقش محوری داشت. او کوشش برادرش، حیدر میرزا، و حامیانش را برای به‌دست‌گرفتن تاج‌وتخت خنثی کرد و کاندید مورد علاقه‌اش، برادر دیگرش اسماعیل میرزا، را به‌عنوان اسماعیل دوم به تخت نشاند. اگرچه انتظار قدردانی از برادرش داشت، اسماعیل قدرت او را محدود کرد و وی را در حصر خانگی قرار داد. احتمالاً پریخان طراح اصلی قتل اسماعیل در سال ۱۵۷۷ بود. او از به تخت‌نشستن برادر بزرگ‌ترش، محمد خدابنده که تقریباً نابینا بود، حمایت کرد. پریخان انتظار داشت در حالی که محمد به‌شکل اسمی سلطنت می‌کند، خود او فرمانروای واقعی باشد، اما همسر محمد، خیرالنساء بیگم، به‌عنوان رقیب او پدیدار شد و در فوریه ۱۵۷۸ ترتیب داد که پریخان را خفه کنند.
برخی پریخان را قدرتمندترین زن در تاریخ صفویه می‌دانند. او برای مدت کوتاهی توانست دربار ناکارآمد صفوی را در جامعه‌ای که محدودیت‌های شدیدی بر زنان طبقات بالا اعمال می‌کرد، تحت سلطه خود درآورد. معاصرانش او را به دلیل هوش و شایستگی‌اش ستودند، هرچند در تواریخ بعدی به‌عنوان شخصیتی شرور که دو برادرش را کشت و آرزوی غصب تاج‌وتخت داشت، به تصویر کشیده شد. او حامی شاعرانی مانند محتشم کاشانی بود که پنج مرثیه برایش سرود. نویسندگان زمانه آثاری را به او تقدیم کردند، مانند تکملة الاخبار اثر عبدی بیگ شیرازی، و او را با فاطمه زهرا، دختر محمد، پیامبر اسلام، مقایسه نمودند.

## زندگی‌نامه
پریخان خانم در ماه رجب ۹۵۵ در حوالی اهر متولد گشت. از آغاز زندگی پریخان خانم اطلاعی در دست نیست، طبق مدعای صاحب کتاب دانشنامه مشگین‌شهر تاریخ تولد ایشان به روستای پریخان از توابع مشگین‌شهر می‌باشد و بخش عمده ای از زندگی وی نیز در آنجا بوده است و روستای پریخان نیز به نام وی زده شده است از مادری چرکس به دنیا آمد. اما مشخص است که از همان ابتدا کاملاً مورد توجه و مورد علاقه پدرش بوده. هنگامی که برادر طهماسب بهرام میرزا در سال ۱۵۴۹ درگذشت، طهماسب و خواهرش مهین‌بانو خانم مسئولیت مراقبت از بچه‌های او را برعهده گرفتند، حتی شاه طهماسب یکی از آنها به نام شاهزاده سلطان بدیع‌الزمان میرزا را پسر خود اعلام کرد. او در سال ۱۵۵۷ بدیع‌الزمان را به عنوان والی سیستان منصوب کرد و پیشنهاد ازدواج پریخان خانم (که در آن زمان ۱۰ ساله بود) را به وی کرد که او نیز قبول کرد. با این حال، پریخان خانم به دلیل کاردانی و این که دختر مورد علاقه شاه بود از رفتن به سیستان منع شد. تعدادی از مورخان، معتقدند که او فقط با بدیع‌الزمان نامزد بوده است و هیچ ازدواجی صورت نگرفته است، زیرا پریخان خانم یک زندگی عمومی حکومتداری و پر سر و صدا در پایتخت را در کنار پدرش بر زندگی خصوصی زناشویی و آرام در سیستان در کنار شوهرش ترجیح می‌داد.

### اختلافات جانشینی
مشارکت فعال پریخان خانم در امور دولت صفویه از آخرین سالهای سلطنت پدرش آغاز شد. شأن و اعتبار پریخان خانم در نزد پدرش به اندازه‌ای گردید که شاه طهماسب در تمامی «امور جزئی و کلی و ضروری و ملکی و مالی و مرزی و سایر موضوعات مهم به صلاح و صواب‌دید او عمل می‌نمود و هیچ کاری را بدون مشورت با وی انجام نمی‌داد». شاه طهماسب که از زندگی حکومت‌داری خود خسته و ناامید شده بود، وظایف گسترده و اقتدار و اختیارات بسیار بزرگی را به پریخان خانم اعطا کرد، لذا بعد از بیماری شاه طهماسب نیز، امرا و بزرگان حکومت صفوی که برای رسیدگی به اوضاع کشور؛ اول از همه به پریخان خانم مراجعه می‌کردند و بدون مشورت با شاهزاده خانم، به هیچ‌یک از امور رسیدگی نمی‌کردند و قزلباشان دستوراتی که او صادر می‌کرد را اجرا می‌کردند. در نتیجه قانونی را به او داد تا بعداً باعث ظهور قدرت مهار نشدنی آینده‌اش شد.
پریخان خانم که در امور حکمرانی و اختلافات جانشینی مشارکت فعال داشت، در تلاش برای نگهداشتن موقعیت قدرتمند و مستحکم خود در دربار بود. زمانی شرکت او در امور امر و نهی و به ویژه مشکلات جانشینی بیشتر شد که در ۱۸ اکتبر ۱۵۷۴، شاه طهماسب سخت بیمار شد - در طی بیماری، دو بار نزدیک بود بمیرد و هنوز جانشینی انتخاب نکرده بود. پریخان خانم از پدر بیمار خود مراقبت کرد و همین امر باعث نزدیکتر شدن بیشتر آنها به یکدیگر شد و تقربی بی‌حد و مرز حتی بیش از پیش در نزده پدرش یافت. همزمان، سرداران اصلی قزلباش جلسه ای ترتیب دادند تا دربارهٔ اینکه چه کسی باید جانشین وی باشد بحث کنند. طایفه اوستلو، و طایفه شیخاوند (که مربوط به خاندان صفوی بود) از حیدر میرزا طرفداری می‌کردند. گرجی‌ها نیز از او حمایت کردند، زیرا مادرش سلطان‌زاده خانم از تبار گرجی بود. در حرمسرا نیز توطئه‌هایی حکمفرما شد؛ و سلطان‌زاده خانم برای سلطنت پسرش سخت می‌جنگید.
خیلی سریع طایفه دیگر از قزلباشان؛ قبایل روملو، شاملو، افشار و قاجار و سایر سران دولتی به طرفداری از اسماعیل میرزا پیوستند که در قلعه قهقهه زندانی بود. پریخان خانم نیز طرفدار اسماعیل میرزا بود و وی از حمایت چرکس‌ها برخوردار بود، در واقع پریخان خانم بود که طرفداران اسماعیل میرزا را جمع‌آوری کرده و علیه حیدر میرزا و متحدان او اقدام می‌کرد و در سال ۱۵۷۱ در رویداد قلعه قهقهه، که درگیری بین حبیب‌بیگ استاجلو و اسماعیل میرزا درگرفته بود، با مداخله او به نفع برادرش اسماعیل میرزا موضوع حل شد. در سال ۱۵۷۴، در حالی که شاه طهماسب هنوز در اوج بیماری بود، کسانی که از حیدر میرزا حمایت می‌کردند، پیامی را به قلعه قهقهه ارسال کردند، برای خلیفه انصار قراداغلو فرستادند. آنها از او درخواست کردند که اسماعیل میرزا را برای تضمین شدن جانشینی حیدر میرزا بکشد. با این وجود، پریخان خانم موفق شد از این موضوع آگاه شود و این طرح را به طهماسب گفت و باعث خنثی شدن آن شد. طهماسب که به دلیل سپاس از شجاعتی که اسماعیل قبلاً در برخوردهایی با امپراتوری عثمانی داشت، هنوز احساساتی نسبت به اسماعیل میرزا داشت، به پیشنهاد پریخان‌خانم گروهی از تفنگداران افشار که نیز از طرفداران او بودند را برای حفاظت از وی به قلعه قهقهه فرستاد. دو ماه بعد، شاه طهماسب از بیماری تهدید کننده زندگی که داشت بود، نجات یافته و بهبود یافت، بعد از اتمام بیماری شاه تهماسب، پریخان خانم خیلی سریع ذهن پدرش را نسبت به حیدر میرزا و مادرش سلطان‌زاده خانم و طرفدارانشان به‌طور جدی مسموم کرد و طرز فکر پدرش را نسبت به اسماعیل میرزا مساعد کرد. با این وجود، دو سال بعد، شاه طهماسب در ۱۴ مه ۱۵۷۶، در قزوین درگذشت. حیدر میرزا تنها پسری بود که هنگام مرگ با او بود، و بنابراین روز بعد، او خود را به عنوان شاه جدید معرفی کرد. به‌طور معمول، برخی از قبایل قزلباش از کاخ سلطنتی محافظت می‌کردند و با سایر افراد نوبت می‌گرفتند - متأسفانه برای حیدر میرزا، در آن روز همه محافظان قزلباش یا از روملو، شاملو، افشار، قاجار، بیات یا قبیله دورساق و ترکمن‌ها بودند - همه طرفداران وفادار اسماعیل میرزا و متحدان خواهر او پریخان خانم بودند.

### جنگ داخلی
وقتی حیدر میرزا از موقعیت خطرناکی که در آن قرار دارد مطلع شد، پریخان خانم مدیر و هدایت‌کننده مخالفان او (که در همان شب در کاخ ساکن بود) را به عنوان روال ایمنی به بازداشت گرفت. پریخان خانم سپس «خود را در حضور مادر حیدر میرزا به پای برادرش انداخت» و سعی کرد او را ترغیب کند که اجازه دهد او از قصر خارج شود، اظهار داشت که او اولین نفری است که با سجده بر او حکومتش را تصدیق کرده است - او متعهد شد که تلاش خواهد کرد طرفداران اسماعیل میرزا را متقاعد کند تا نظر خود را تغییر دهند، که شامل برادر کامل وی سلیمان میرزا و دایی چرکسی‌اش شمخال سلطان بود. حیدر میرزا درخواست او را پذیرفت، و به او اجازه خروج از قصر را داد. با این حال، او پس از ترک قصر، سوگند خود را شکست و کلیدهای دروازه کاخ را به شمخال سلطان داد و به او و دیگر افسران قزلباش دستور حمله به کاخ را صادر کرد، همچنین از حسینقلی خلفا خواست شایعه ورود اسماعیل را در قزوین راندازی کند تا طرفداران حیدر میرزا را دست به سر کنند و همچنین دستور حمله به خانه‌های طرفداران حیدر را صادر کرد.
وقتی برخی از طرفداران حیدر میرزا از تهدیدی که شاه آنها متوجه آن بود مطلع شدند، برای نجات وی به محل اقامتگاه سلطنتی وی شتافتند. با این حال، نگهبانان کاخ، که از حیدر میرزا بیزار بودند (اگرچه او سعی کرده بود با وعده‌های متعدد آنها را به طرف خود جلب کند) ورودی‌های کاخ را با فرمان پریخان خانم بستند. در همان زمان، طرفداران اسماعیل میرزا، وارد قصر شدند و به قسمت داخلی (حرمخانه شاهی) آن رفتند. با این حال، هواداران حیدر میرزا به زودی موفق به شکستن دروازه شدند، اما به موقع به آنجا نرسیدند - طرفداران اسماعیل میرزا تحت نظر و فرماندهی پریخان خانم با سیصد نفر چرکس‌ها حیدر میرزا را پیدا کردند که در حرمسرای سلطنتی لباس زنی را پوشیده بود. حیدر میرزا بلافاصله توسط پریخان خانم شناسایی شده و دستگیر و جلوی چشمان مادر او سلطان‌زاده خانم سر او را بریدند. سپس سر خونین وی به طرفداران حیدر میرزا انداخته شد، آنها مقاومت خود را متوقف کردند، به این معنی که اسماعیل میرزا می‌تواند با خیال راحت بر تخت سلطنت بنشیند.

## عملاً حاکم قلمرو صفوی

### سلطنت شاه اسماعیل دوم
با وجود این که در قید حیات و سلطنت پدرش شاه تهماسب او بود که از طریق پدرش عملاً حاکم بر دولت بود، اما در طول مبارزات سلطنتی بین حزب‌های حیدر میرزا و اسماعیل میرزا، پریخان خانم عملاً حاکم دولت به تنهایی و بدون قید و شرط شد؛ پس از به قتل رسیدن حیدرمیرزا در دولتخانه آشوب شد و تا ده روز پس از این واقعه، هرج و مرج بر قزوین (پایتخت) حاکم بود. پریخان خانم برای رفع نگرانی مردم و تسلط بر اوضاع فرمان داد که: «هر کسی متعرض کسی گردد سخت سیاست خواهد شد…» پریخان خانم با صدور فرمان‌هایی توانست بدون اعمال اقتدار از طریق پادشاه مردی، به نام خودش اداره حکومت را بی چون و چرا در اختیار خود گیرد و به گزارش اسکندربیک منشی «... امرا و ارکان دولت بی‌صلاح و مصلحت آن ملکه ملک‌صفت در هیچ مهم از مهمات پادشاهی دست به اقدامی بدون صوابدید وی نمی‌زدند». امرا، بزرگان و افسران قزلباشان به اندازه‌ای از حکم و دستورهای پریخان خانم پیروی می‌کردند که فکر مخالفت هرگز به ذهن آنها نمی‌رسید. سرانجام این پریخان خانم بود که به همه شاهزادگان و اعضای عالی‌رتبه قلمرو دستور داد، در ۲۳ مسجد و مسجد اصلی قزوین جمع شوند، و در ۲۴ مه ۱۵۷۶، جایی که روحانی برجسته میر مخدوم شریفی شیرازی، خطبه را به نام اسماعیل میرزا خواند و وی را به عنوان شاه جدید سلسله صفوی تأیید کرد.
اسماعیل میرزا، که هنوز در قلعه قهقهه بود، به زودی با هزاران نفر از رزمندگان قزلباش از محل اسکورت شد و در ۴ ژوئن ۱۵۷۶ به حومه قزوین رسید. در طی ۳۱ روز پس از مرگ شاه طهماسب، دژخیمان و سرداران قبایل قزلباش هر روز از کاخ پریخان خانم مرتباً و پی‌درپی دیدن می‌کردند و به گفته اسکندر بیگ منشی، «او را از کار فوری قلمرو از خارجی تا داخلی و اوضاع رعایا تا مالیاتی یا دخل و خرج یا داد و ستدهای روز و نحوه اداره ایالات و مشکلاتشان مطلع می‌کرد و هیچ‌کس تمایل نداشت یا جرأت نکرده بود از فرمان او سرپیچی کند». پس از ورود به قزوین، اسماعیل میرزا مستقیماً به کاخ سلطنتی پیش نرفت، زیرا طالع بینان اظهار داشتند که زمان شوم است. وی به این ترتیب ۱۴ روز در خانه حسینقلی خلفا، رهبر طایفه روملو و خلیفت الخلفا (مدیر امور صوفیان) اقامت گزید، که از طرفداران جدی پریخان خانم بود. اگرچه اسماعیل میرزا عنوان شاه را در اختیار داشت، اما اکثر حاکمان محلی، افسران قزلباش و دولتمردان عالی‌رتبه هر روز به بازدید از کاخ پریخان خانم و فرستادن درخواست‌ها، گزارشات و نامه‌های مهم از سراسر امپراتوری به او و گرفتن و اجرای دستورات روزمره در همه امور از او ادامه دادند و هنوز بدون رضایت، تصویب و تأیید وی هیچ حکمی در کشور صادر نمی‌شد. در همان زمان، پری خان خانم موفق شده بود دربار قابل‌توجهی را برای خود سازمان دهد «جایی که کارگزاران، مأموران، خادمان و ندیمه‌های او طوری رفتار می‌کردند که گویی در دربار سلطنتی مناسب مشغول خدمت هستند».
اسماعیل میرزا در ۲۲ اکتبر ۱۵۷۶ به تاج و تخت با نام شاه اسماعیل دوم صعود کرد. ۱۹ سال و ۶ ماه حبس وی در قلعه قهقهه او را بسیار تحت تأثیر قرار داده بود و وی تمایلی به نمایش اقتدار توسط شخص دیگری نداشت. او در اولین برخورد با پریخان رفتاری سرد نشان داد، هر چند اول او را در بین مشاوران اصلی قرار داد اما بعد وی اعلام کرد که ورود سرداران، افسران و مقامات عالی‌رتبه قزلباش و غیره به کاخ پریخان خانم ممنوع است. او وظایف نگهبانان و کارمندان دربار او را منحل کرد و مجموعه وسیعی از املاک متعلق به او را توقیف کرد. علاوه بر این، هنگامی که به وی اجازه داد مخاطب باشد، رفتاری سرد و غیرقابل برخورد با او نشان داد.
نامه اعتراضی پریخان خانم به شاه اسماعیل دوم:
«.... در محلی که دماغ مبارک از اغراض خالی باشد، مطالعه فرمایند.... اولاً تهمت دیوثی به آن پادشاه جمجاه غفران پناه [طهماسب] که خانواده او نمونه خانواده محمد مصطفی (ص) و علی مرتضی (ع) است خوب نمی باشد.... در آن ولا که در قلعه [قهقهه] تشریف داشتند، متهم به اجرام جرم‌های غیر واقع بودند شاه طهماسب از کسی که قبول عفو آن ذنوب می‌فرمودند من بودم.... دیگر فرموده‌اند که عورات (زنان) را به دخل مهمات چکار؟... این خیالات فاسده است. عورات را هرگز دغدغه سلطنت نشده و اگر شدی در آن حین که زمام اختیار در دست بود یکی از اولاد پادشاه که هنوز بوی لبن از لبان او آمدی بر می‌داشت و به فراغ بال سلطنت را میان می‌بست... و در برآوردن برادر و نجات ایشان آنقدر جدل نمی‌نمود بلی مثلی است صحیح که به جای نیکی بدی است .... تمام عمرم به مطالعه کتب فقهی گذشته، اکثر از تفاسیر، حفظ من است.... معهذا چون پادشاه‌زاده‌های دیگر از پایتخت پدر دور نبوده‌ام و از راه کوچه به دولت خانه تردد ننموده‌ام و حمامات شهر ندیده‌ام و به شکار نرفته‌ام لااقل در کوی تهمت ننشسته‌ام.... چنانکه دیگران آماده فراغت و سلطنت [هستند] زنهار که دست از دامن مخدرات علیه پادشاه جمجاه کشیده دارند که نتیجه خوب نخواهد داد و اگر میل عالم گیری دارند و فراغ خاطر می‌جویند نیکی پیشه کرده سر به کلاه مرحمت در آورند.... حقا که از قتل و قمع سلطنت از پیش نمی‌رود و اگر رفتی فرعون و هامان و شداد را کم بیداد نبود.... دیگر در باب ویران ساختن عمارت این ضعیفه مبالغه می‌رفته این سهل است باید که خانه گور معمور و آبادان باشد... اگر خاطر مبارک از من ناجمع است، به گلخن فرستید که لایق من بعد از فوت آنچنان پدری گلخن اولی است، گلشن به فرزندان ارجمند دولتمند ارزانی.... دیگر منع کنیزان این ضعیفه نموده‌اند، غرض اهل عصمت و تخت نشینان صفه طهارت و دولت، یعنی حرم محترم نواب (منظور همسر شاه اسماعیل دوم) آن است که هر کسی را که کنیز نباشد شأن ایشان ظاهر شود و این فکر صواب نیست ایشان همه شأنند و کسی به بیش و کم من اطلاعی ندارد، من هرگز از حرم بیرون نمی‌روم.... حضرت سکینه سلطان خانم می‌فرموده‌اند که او را دو کنیز بس است یا رب از چیست که ایشان را صد غلام بس نیست و مرا دو کنیز بس است؟... اینک این سر و این کفن، آماده مرگم هر چه از دستت برآید تقصیر مکن».
عدم قدردانی شاه اسماعیل دوم نسبت به پریخان خانم، که به سختی جنگیده بود تا او را بر تخت سلطنت صفوی تشکیل دهد، باعث شد پریخان خانم نسبت به او خصمانه شود. در ۲۵ نوامبر ۱۵۷۷ اسماعیل دوم به‌طور ناگهانی و بدون هیچ گونه علائم اولیه بیماری درگذشت. پزشکان دربار، که جسد را بررسی کردند، احتمال دادند که وی در اثر سم و خفگی فوت کرده باشد. همچنین توسط برخی مرگ او را به بیماری قولنج ذکر کرده‌اند و عده‌ای مرگ او را خوردن تریاک یا فلونیای زیاد در منزل حسن‌بیگ حلواچی اوغلی نوشته‌اند. برخی دیگر هم در آن عصر مرگ شاه اسماعیل دوم را باور نداشتند و می‌گفتند وی کشته نشده است. همه منابع دربارهٔ نقش پریخان خانم در مرگ شاه سخن گفته‌اند. به نوشتهٔ روملو، پریخان خانم به کمک حسن‌بیگ حلواچی اوغلی، ندیم شاه اسماعیل، شاه را مسموم کرد؛ نیز گفته‌اند که چون پریخان خانم در دورهٔ سلطنت شاه اسماعیل بی‌اعتبار شده بود با کنیزان یا خانم‌های صاحب‌وظیفه حرم همزبان شد و با کمک آنها شاه را مسموم کرد. با خارج شدن از سلطنت اسماعیل دوم، پریخان خانم سریع اقدام کرده و اقتدار و کنترل خود را بازیافت و دوباره عنان و زمام حکومت را در دست گرفت. تمامی بزرگان دولت، سرداران طایفه‌های قدرتمند، افسران قزلباش و مقامات عالی‌رتبه، تمامی دستوراتی را که او از طرف معاونانش صادر می‌کرد، تحویل می‌گرفتند و اجرا می‌کردند و مطابق کلام و اراده او بی چون و چرا خدمت می‌کردند.
اشراف با نگرانی از اعلام مرگ اسماعیل دوم در پایتخت، به فرمان پریخان خانم درهای قصر را قفل نگه داشتند و راه‌های پایتخت را مسدود کردند، تا اینکه در مورد جانشینی تصمیمی بگیرند. پریخان خانم بعد مجمعی از بزرگان و سران طایفه قزلباش که با هم دشمنی داشتند را جمع کرده و آنها را آشتی داد و بعد پایتخت را به هفت قسمت تقسیم کرده و اداره هر منطقه را بر عهده طائفه‌های تازه آشتی شده داد. طبق برخی گزارش‌ها، پس از مرگ اسماعیل دوم، گروهی از دولتمردان و قزلباش‌ها و برخی دیگر اعضای دولت از پریخان خانم خواستند که جانشین برادرش شود، پیشنهادی که وی ظاهراً رد کرد، چرا که بسیاری از دولت‌مرادن و قزلباش‌ها از حکومت مستقل پریخان خانم ترس و نگرانی داشتند. به منظور پاکسازی بحران جانشینی، سران قزلباش توافق کردند که پس از مشورت با یکدیگر و سپس با اطلاع و رائ پریخان خانم از انتخاب خودشان، شاه آینده را منصوب کنند. در ابتدا آنها در مورد این قطعنامه بحث کردند که شاه شجاع، پسر شیرخوار اسماعیل دوم، باید به عنوان شاه تاجگذاری شود، در حالی که در حقیقت امور دولتی توسط پریخان خانم اداره می‌شود. با این حال، این پیشنهاد به ظاهر خوب اما در حقیقت موافقت بیشتر مجلس را به دست نیاورد، زیرا تعادل قدرت را در میان بسیاری از طوایف قزلباش بشدت متزلزل می‌کرد و خود پریخان خانم با در نظر گرفتن نگاه‌های منظوردار قزلباش‌ها به یکدیگر در این موضوع کاملاً پیشنهاد را رد کرد. سرانجام مجمع با طرفداری و دستور مستقیم پریخان خانم موافقت کرد که محمد خدابنده، برادر بزرگتر اسماعیل دوم را به عنوان شاه منصوب کند.

### سلطنت شاه محمد خدابنده
انتصاب محمد خدابنده که توسط پریخان خانم مورد حمایت و تأیید قرار گرفت بود، دلیل انتخاب اصلی وی این بود که او یک مرد لذت طلب، تقریباً نابینا در سن پیری و بسیار ترسو و مهربان بود. از آنجا که وی جانشین مورد تأیید بود، پریخان خانم می‌توانست از ضعف او استفاده کرده و خود حکومت کند. وی با سران قزلباش توافق کرد که محمد خدابنده به نام شاه باقی بماند، در حالی که او و همکارانش به جهت‌دهی به منافع دولت ادامه می‌دهند.
هنگامی که محمد خدابنده شاه شد، اشراف صفوی، افسران و والیان ولایتی خواستار تأیید پریخان خانم برای دیدار تبریک وی شدند. حوزه نفوذ و اقتدار پریخان خانم چنان عظیم و بی‌حد و مرز بود که هیچ‌کس حتی جرات دیدار از شیراز را بدون تأیید صریح وی نداشت. روزی که محمد خدابنده شاه شد، همسرش خیرالنسا بیگم، که بیشتر با لقب مهدعلیا شناخته می‌شد، برخی امور وی برای دید و بازدید از تبریک بزرگان را به دست گرفت و فرمانی را به نام شوهرش در راه قزوین صادر می‌کرد. او که از کاستی‌های همسرش کاملاً آگاه بود و حتی بر او مسلط بود و برای جبران آن تصمیم گرفت تا به عنوان حاکم عملی دولت صفوی در آید. میرزا سلمان جابری اصفهانی، وزیر شاه اسماعیل، که به پریخان خانم و شمخال سلطان اعتماد نداشت، از قزوین نزد شاه و همسرش، مهدعلیا خیرالنساء بیگم، رفت و آنان را از قدرت و اختیار پریخان خانم و اطاعت افسران قزلباش و دیگر اعضای دولت از او آگاه ساخت؛ در این میان بلافاصله نیز خبر رسید که پریخان خانم و شمخال سلطان و چرکس‌ها قصد شورش دارند.
در ۱۷ فوریه ۱۵۷۸، محمد خدابنده و مهدعلیا وارد حومه قزوین شدند. این نتیجه‌گیری حاکمیت مطلق و انکارناپذیری بود که پریخان خانم به مدت دو ماه و ۲۰ روز از آن لذت برده بود را به وضوح به چشم مهدعلیا آورد. اگرچه طبق قانون با ورود شاه محمد خدابنده بدون هیچ کمکی باید شروع به حکومت می‌کرد، اما پریخان خانم با استفاده از ضعف و پیری برادرش هنوز حاکم عملی دولت بود و اقتدار او تغییر نکرده و افسران قزلباش و سران دولت به سوی او می‌رفتند و از او رسماً دستور می‌گرفتند، اما او اکنون با مخالفت پنهانی مهدعلیا و متحدانش روبرو خواهد شد. هنگامی که آنها به شهر رسیدند، پریخان خانم با کمال عظمت و جلال چشمگیر و رژه بزرگ از آنها استقبال کرد، در یک بستر طلایی با تزیین جواهر شده نشسته، در حالی که توسط بیش از ۵۰۰۰ نگهبان مسلح، دستیاران شخصی حرمسرا و مأموران دربار با چنان احترامی محافظت می‌شد که چشمان مهدعلیا را ترساند و خیره کرد.

## مرگ
مهدعلیا در مدت اقامت خود در قزوین زمانی که به پیشگاه پریخان خانم برای تعظیم و احترام به نزد او رفته بود، مورد بی‌توجه ای او واقع شد و از نفوذ و اقتدار خیلی عظیمی که پریخان خانم در اختیار داشت مطلع شد و بدین ترتیب آنچه را که پیشتر توسط میرزا سلمان جابری، وزیر اعظم سابق اسماعیل دوم به وی گفته شده بود، تأیید کرد. برای او روشن شد تا زمانی که پریخان خانم در قید حیات باشد، او نمی‌تواند اقتدار خود را بر کشور اعمال کند و رهبر مجازی آن شود؛ بنابراین او شروع به برنامه‌ریزی برای کشتن او کرد.
این حکم در همان شب ورود آنها به پایتخت در ۱۷ فوریه ۱۵۷۸ توسط خلیل‌خان افشار که در دوره شاه طهماسب به عنوان مربی (لَلِ‍هٔ) پریخان خانم خدمت کرده بود، اجرا شد. در حالی که پریخان خانم پس از اتمام جشن ورود شاه جدید، به همراه خادمانش از کاخ خارج و به منزل خود می‌رفت، خلیل خان افشار همراه افرادش ظاهر شد و درگیری درگرفت. سرانجام بعد از یک کشمکش خونین پریخان خانم را دستگیر کردند و به خانه‌اش منتقل کردند و در آنجا او را خفه کردند. دایی او، شمخال سلطان، اندکی بعد اعدام شد و پسر اسماعیل دوم، شاه شجاع، به قتل رسید. اموال او که ده هزار تومان می‌شد به پاس این خدمت به خلیل‌خان بخشیده شد. جسد پریخان خانم در امامزاده حسین، در کنار سلیمان میرزا و شاه اسماعیل به خاک سپرده شد.
همچنین محتشم کاشانی اشعار زیادی در مدح پریخان خانم سروده است. از بناهای منسوب به وی، مدرسه پریخان خانم در اصفهان در نزدیکی‌های چهار سو مقصود، بوده است.

## میراث
پریخان خانم توسط برخی مورخان مدرن به‌عنوان قدرتمندترین زن عصر خود شناخته می‌شود. او در جامعه‌ای که محدودیت‌های بسیار بیشتری بر زنان طبقات بالا نسبت به طبقات متوسط و پایین اعمال می‌کرد، توانست صرف‌نظر از جنسیت خود، شبکه‌ای از حامیان را گرد آورد. معاصرانش او را به دلیل هوش و زیرکی‌اش ستودند؛ اسکندر بیگ مرگ او را «شهادتی شجاعانه» توصیف کرد و عبدی‌بیگ شیرازی به او القابی چون «شاهزاده جهان و ساکنانش» و «فاطمه زمان» داد. با این حال، مورخان بعدی او را به‌عنوان شخصیتی شرور به تصویر کشیدند و به دلیل قتل دو برادرش و اتهام آرزوی غصب تاج‌وتخت محکوم کردند. به گفته مورخ مدرن، شهره غلسرخی، سلطنت هدف پریخان نبود. معتقد بود که نسبت به شاهزادگان مرد، شایستگی بیشتری برای اداره امور کشور دارد و به همین دلیل به‌صورت غیرمستقیم رهبری دربار ناکارآمد و راکد صفوی را بر عهده گرفت.
با سقوط پریخان خانم، خیرالنساء بیگم به‌عنوان زنی دیگر با نفوذ در دوره صفویه ظهور کرد، اما او نیز پس از هجده ماه سلطنت به قتل رسید. مورخان اوایل قرن بیستم، مانند هانس رابرت رومر و والتر هینتس، پریخان و خیرالنساء را عاملان اصلی فضای آشوبناک و غارتگرایانه دربار صفویه در دهه‌های ۱۵۷۰ و ۱۵۸۰ معرفی کردند. حضور این دو زن در صحنه سیاسی نشان‌دهنده تأثیرگذاری زنان دیگر، هرچند در سطحی محدودتر، در جامعه صفوی بود.
این موضوع می‌تواند حاکی از آن باشد که فعالیت‌های سیاسی پریخان نه‌تنها غیرعادی نبود، بلکه احتمالاً در فرهنگ سیاسی آن دوره تا حدی پذیرفته شده بود. با این حال، پس از سال‌های اولیه سلسله صفویه، زنان تأثیرگذار سیاسی به‌تدریج ناپدید شدند، که نشان‌دهنده انزوای فزاینده زنان دربار در اواخر دوره صفویه است.